# Gałkowice Stare
Gałkowice Stare [pronunciación en polaco: /ɡau̯kɔˈvit͡sɛ ˈstarɛ/] es un pueblo ubicado en el distrito administrativo de Gmina Kamieńsk, dentro del Distrito de Radomsko, Voivodato de Łódź, en Polonia central. Se encuentra aproximadamente a 9 kilómetros al noroeste de Kamieńsk, a 23 kilómetros al norte de Radomsko, y a 58 kilómetros al sur de la capital regional Łódź.